# Bodemkwaliteit
De bodemkwaliteit is de capaciteit van een bodem om onder wisselende omstandigheden te functioneren bij het op peil houden van de kringloop van voedingsstoffen en van de biodiversiteit en het voorzien van steun aan planten of andere structuren. Deze is omgekeerd evenredig aan bodemverontreiniging.
Een bodem van goede kwaliteit vormt een gezond onderdeel van een ecosysteem dat verschillende diensten aan mensen kan leveren (ecosysteemdiensten). 
In de (bijlagen van de) regeling bodemkwaliteit worden normen voor de kwaliteit van de bodem gegeven. In tegenstelling tot luchtkwaliteit betreft het hier geen Europese maar nationale normen (zie link).